# 元亭駅
元亭駅（ウォンジョンえき）は、大韓民国大田広域市西区にかつて存在した韓国鉄道公社（KORAIL）の駅である。

## 路線
- 韓国鉄道公社
  - 湖南線

## 歴史
- 1955年12月1日 - 開業。
- 2006年6月23日 - 廃止。

## 隣の駅
韓国鉄道公社
湖南線
黒石里駅 - 元亭駅 - 鶏龍駅